# Нойкёльн (станция)
«Нойкёльн (Зюдринг)» (нем. Neukölln (Südring)) — пересадочный узел Берлинского метрополитена (расположен на линии U7 между станциями «Карл-Маркс-Штрассе» (нем. Karl-Marx-Straße) и «Гренцаллее» (нем. Grenzallee) и Берлинской городской электрички (расположен на кольцевой линии между станциями «Зонненалле» (нем. Sonnenallee) и «Херманштрассе» (нем. Hermannstraße)).

## История
Открыта 21 декабря 1930 года в составе участка «Карл-Маркс-Штрассе» — «Гренцаллее». 
C 1962 года до 31 мая 1992 года использовали укороченное название — «Нойкёльн».

## Архитектура и оформление
Двухпролётная колонная станция мелкого заложения, архитектор — Альфред Гренандер.
Путевые стены облицованы ярко-жёлтой плиткой, один ряд стальных колонн покрашен в жёлтый цвет.